# Villa de Arista
Villa de Arista är en kommun i Mexiko.   Den ligger i delstaten San Luis Potosí, i den centrala delen av landet, 400 km nordväst om huvudstaden Mexico City. Arean är 564 kvadratkilometer.
Terrängen i Villa de Arista är kuperad österut, men västerut är den platt.
Följande samhällen finns i Villa de Arista:
- San José del Arbolito
- El Pozo
- Buenavista
- San Rafael
- El Maguey de Limones